# Mando de Transmisiones del Ejército de Tierra de España

Escudo del Mando de Transmisiones.

El Mando de Transmisiones (MATRANS) es un conjunto de unidades de transmisiones  del Ejército de Tierra de España  bajo un mando único y constituidas, adiestradas y equipadas para ser empleadas en refuerzo de las unidades de transmisiones de las unidades que se determinen y para proporcionar apoyo en  los sistemas de información, las telecomunicaciones y guerra electrónica en el marco de una organización operativa de acuerdo con la doctrina específica terrestre. El Mando de Transmisiones se integra tanto en estructuras operativas de carácter nacional como multinacionales. Su antecedente, la Brigada de Transmisiones, fue creada en virtud de la Orden Ministerial 263/2001 (Boletín Oficial del Ministerio de Defensa n.º 9, de 14 de enero de 2002). Durante el mes de enero de 2016, la antigua brigada pasó a llamarse Mando de Transmisiones a raíz de la reforma orgánica llevada a cabo en el seno del Ejército desde el año 2015.
Desde septiembre de 2020, fruto de una reorganización del Ejército de Tierra, se encuadra en el nuevo Mando de Apoyo a la Maniobra, perteneciente a la Fuerza Terrestre y que encuadra unidades de apoyo como ésta, el Mando de Ingenieros o Artillería Antiaérea, entre otras. 

## Estructura
Se encuentran integrados en el MATRANS:
- Cuartel General en Bétera (Valencia)
- Regimiento de Transmisiones n.º 21 en Marines (Valencia)[3]
  - Mando y Plana Mayor de Mando
  - Batallón de Centros de Transmisiones de Puestos de Mando de Cuerpo de Ejército
  - Batallón de Transmisiones de Red Táctica
  - Batallón de Centros de Transmisiones Destacados (en Castrillo del Val, Burgos)
- Regimiento de Guerra Electrónica n.º 31 en Madrid[4]
  - Plana Mayor de Mando
  - Batallón de Guerra Electrónica I/31
  - Unidad de Guerra Electrónica II/31